# Serua (Fidschi)
Serua ist eine der vierzehn fidschianischen Provinzen (yasana). Sie liegt im südlichsten Teil von Viti Levu als eine von 8 Provinzen auf der Insel. Die Provinz umfasst eine Fläche von 830 Quadratkilometern und hatte 2000 15.461 Einwohner.

## Geographie
Die Provinz erstreckt sich von der Küste bis zum Mount Vunaoumu im Norden. Sie ist aufgeteilt in die Distrikte Nuku und drei nicht-zusammenhängende Gebiet des Serua District, die sich um Nuku herum gruppieren. An die Provinz grenzt die Provinz Nadroga-Navosa der Western Division im Westen und Norden, sowie die Provinz Namosi im Norden und Osten.

### Sehenswürdigkeiten
- Pacific Novitiate in Lomeri[2]
- Pacific Harbour
- Deuba beach.[3]

## Geschichte
Nach einem Bericht von David Wilkinson, einem Dolmetscher und Berater von Arthur Hamilton-Gordon, 1. Baron Stanmore, dem ersten Gouverneur von Fidschi, war die Region seinerzeit die am wenigsten stabile Region von Fidschi vor der Übergabe 1874. Ein Teil im Westen spaltete sich ab und schloss sich 1916 der benachbarten Provinz Nadroga-Navosa an.
Mit der Verfassung von 1997 wurde der Wahlbezirk Serua Fijian Provincial Communal (für eingeborene) eingerichtet. Mit der Verfassung Fidschis von 2013 wurden alle Wahlbezirke zusammengelegt.

## Verwaltung
Häuptlingssystem:
Serua gehört zur Burebasaga-Confederacy. Oberhaupt der Provinz ist traditionell der Vunivalu of Korolevu auf der winzigen Insel Serua vor der Küste der Provinz.
Verwaltung:
Die Provinz wird von einem Provincial Council verwaltet. Der Vorsitzende ist derzeit Taito Nakalevu in einer Siedlung von Navua.

## Persönlichkeiten
- Taito Tabaleka, früherer Leiter der Telecom Fiji Limited (TFL)
- Pio Tabaiwalu, früherer Berater der Regierung von Fidschi
- Kele Leawere
- Matila Waqanidrola Netball-Spielerin
- Vilimaina Davu, Netball-Spielerin